# Cecilia Maria de Candia
Cecilia Maria de Candia (24 décembre 1853 à Brighton - 26 mai 1926 à Bordighera), dite Mrs Godfrey Pearse, est une femme de lettres italo-britannique.

## Biographie
Fille de Giulia Grisi et Mario de Candia, elle passe son enfance entre Florence, Paris et Londres.
Elle épouse Godfrey Pearse, militaire, escrimeur, et financier britannique.
Amie de James Abbott McNeill Whistler, elle tient une correspondance avec lui.
Elle se consacre aux lettres.

## Publications
- The Romance of a Great Singer: A Memoir of Mario (1910) (avec Frank Hird (en))
- The Kitchen Garden and the Cook: An Alphabetical Guide to the Cultivation of Vegetables (1913)
- The Enchanted Past (1926)